# Kari Korhonen
Kari Korhonen (1973) es un dibujante finlandés conocido por sus historias sobre el Pato Donald.